# باغدوغرا
باغدوغرا (بالإنجليزية: Bagdogra)‏ هي بلدة ومركز تعداد سكاني في منطقة دارجيلنغ في ولاية البنغال الغربية في الهند. والتي تحيط بها مزارع الشاي. وهي جزء من منطقة سيليغوري الكبرى. وترتبط باغدوغرا عن طريق الجو بأربع مدن رئيسية في الهند - دلهي ومومباي وكولكاتا وتشيناي. كما يوجد فيها محطة للسكك الحديدية. مطار باغدوغرا هو المطار الوحيد في شمال البنغال، وهو الآن مطار جمارك.